# Тодор Николов (геолог)
Вижте пояснителната страница за други личности с името Тодор Николов.
Тодор Георгиев Николов е български геолог, палеонтолог и университетски преподавател, академик на Българската академия на науките.

## Биография
Роден е на 26 февруари 1931 г. в село Варана, област Плевен. През 1955 г. завършва геология в Софийския университет. От 1957 г. е научен сътрудник в Геологическия институт на БАН, през 1968 г. е избран за старши научен сътрудник. Специализира в Русия (1960) и Франция (1968). Доктор е по геология (1967) и доктор на геолого-минералогическите науки (1984). През 1979 г. е избран за професор в Софийския университет и в Геологическия институт (1996 – 2002). Няколко мандата е заместник-ректор на СУ. От 1984 г. е член-кореспондент, а от 1997 г. академик на Българската академия на науките. През 1994 г. е избран за доктор хонорис кауза на Университета „Пол Сабатие“ в Тулуза, Франция. Почетен член е на Френското (1978), Сръбското (2001) и Българското геологическо дружество (2005). Кавалер е на френския орден „Академични палми“. Чете лекции във Франция (Дижон, Гренобъл, Тулуза, Университета „Пиер и Мария Кюри“ в Париж), Русия (Москва и Санкт Петербург), Гърция (Атина), Германия (Тюбинген), Нова Зеландия (Уелингтън) и др.
Основните му научни интереси са в областта на: палеонтологията и стратиграфията; теория на еволюцията; регионална геология; палеогеографията и палеоклиматологията. Открива над 50 нови за науката таксони амонити.
Николов залив на остров Смит в Антарктика е наименуван на Тодор Николов „за неговата подкрепа за Първата българска антарктическа експедиция“.
Тодор Николов участва в уреждането и обогатяването на Mузея по палеонтология и исторична геология в Софийския университет. Има съществен принос и за създаването на Музея по палеонтология в град Елена.
Умира на 26 март 2021 г. в София.

## Избрана библиография
Автор е на над 260 научни труда. Сред тях са:
- Биостратиграфия, Наука и изкуство, София: 1977.
- Les ammonites de la famille Berriasellidae Spath, 1922, Tithonique superieur-Berriasien, Editions de l'Academie bulgare des science, Sofia, 1982.
- Дългият път на живота, Наука и изкуство, София: 1983.
- Долгий путь жизни, перевод с болгарского канд. мед. наук Л. Н. Шолпо.   Москва, Мир, 1986.
- The Mediterranean Lower Cretaceous, Bulgarian Academy of Sciences, Sofia: 1987.
- Континенти и океани – вечното движение, Университетско издателство „Свети Климент Охридски“, София: 1991.
- Дългият път на живота, 2-ро издание, Издателство на Българската академия на науките, София: 1994 ISBN 954-430-263-8
- Основи на палеонтологията и историчната геология (4-то издание), Университетско издателство „Свети Климент Охридски“, София: 2013.[13]
- Николов, Тодор; Минковска, Вяра. Империята на динозаврите.   София, Академично издателство „Марин Дринов“, 2004. ISBN 954-322-006-9.
- Глобалните предизвикателства пред човечеството.   София, Академично издателство „Проф. Марин Дринов“, 2006, 2013. ISBN 978-954-322-666-5.
- Глобалните изменения на климатите в историята на Земята, Академично издателство „Марин Дринов“, София: 2011.
- Състояние на планетата в светлината на геоложката еволюция - обзор //  Списание на Българското геологическо дружество 74 (1 - 3).   2013. с. 5-19. Посетен на 19 септември 2024.
- Щрихи по житейската пътека, Академично издателство „Марин Дринов“, София: 2017.ISBN 978-954-322-887-4
- Eволюцията – тази сладка загадка.   София, Издателство на БАН „Проф. Марин Дринов“, 2020. ISBN 978-619-245-025-0.
- Николов, Тодор; Дочев, Дочо. Импресии от еволюцията: трудният път на хоминидите.   София, издателство „Захарий Стоянов“, 2021. ISBN 9789540914954.[14]
- Дългият път към познанието, издателство „Български бестселър“, София: 2022 ISBN 978-954-463-234-2